# The Predator (film)
The Predator is een Amerikaanse sciencefiction-actiefilm uit 2018 onder regie van Shane Black. Het is het vierde deel uit de Predator-franchise. De hoofdrollen worden vertolkt door Boyd Holbrook, Trevante Rhodes, Jacob Tremblay en Keegan-Michael Key.

## Verhaal
Rory, het zoontje van gewezen Army Ranger Quinn McKenna, zorgt er per ongeluk voor dat de Predators terugkeren naar de Aarde. De dodelijke wezens hebben zichzelf genetisch verbeterd door hun DNA te combineren met dat van andere soorten aliens.

## Rolverdeling
| Acteur                          | Personage         |
| ------------------------------- | ----------------- |
| Boyd Holbrook                   | Quinn McKenna     |
| Trevante Rhodes                 | Nebraska Williams |
| Jacob Tremblay                  | Rory McKenna      |
| Keegan-Michael Key              | Coyle             |
| Olivia Munn                     | Casey Bracket     |
| Thomas Jane                     | Baxley            |
| Alfie Allen                     | Lynch             |
| Sterling K. Brown               | Will Traeger      |
| Augusto Aguilera                | Nettles           |
| Yvonne Strahovski               | Emily McKenna     |
| Jake Busey                      | Sean Keyes        |
| Niall Matter                    | Sapir             |
| Mike Dopud                      | Dupree            |
| Brian A. Prince en Kyle Strauts | Predators         |

## Productie

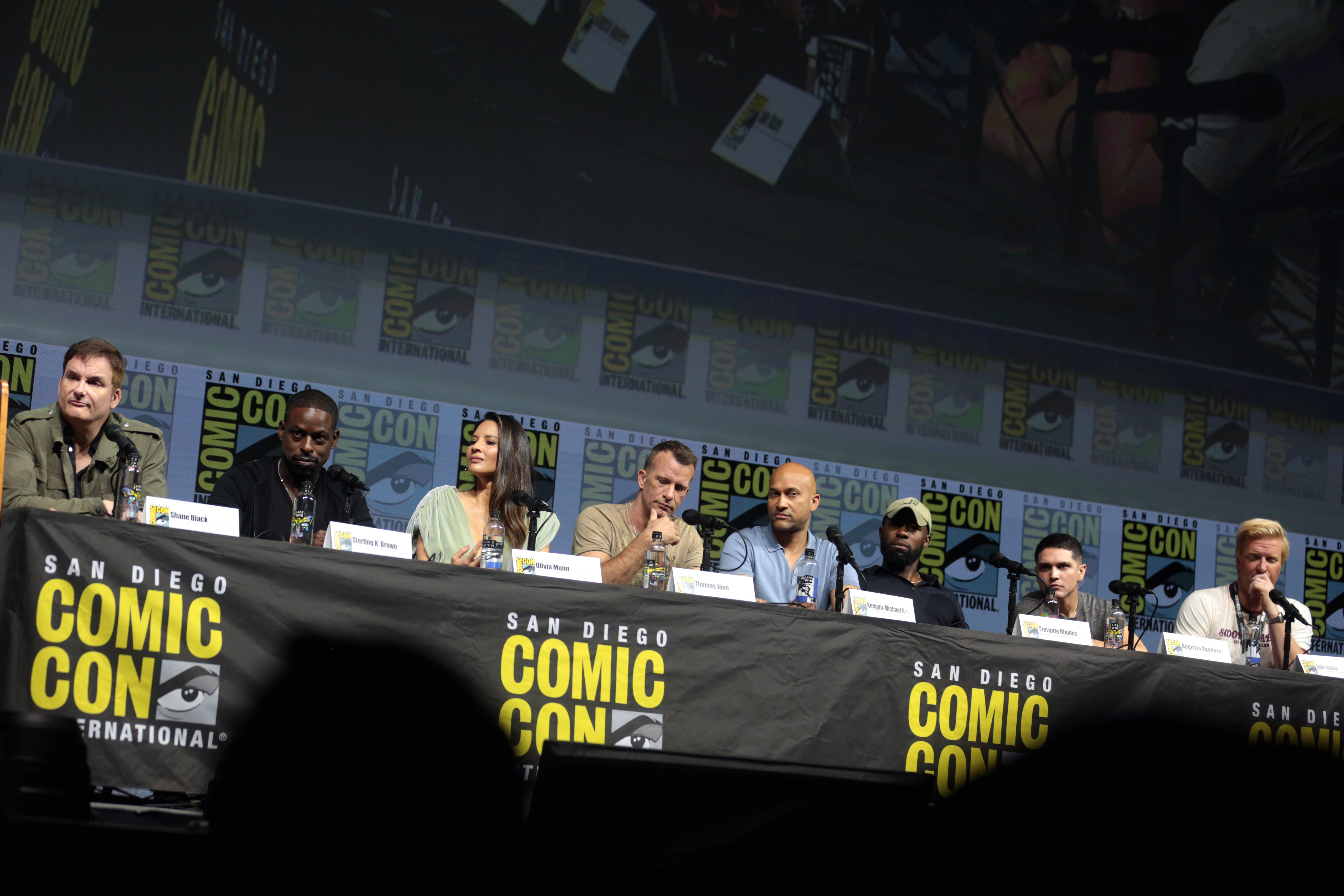
Shane Black (links) en de cast van The Predator op Comic-Con (2018).

### Ontwikkeling
In 2014 kondigde 20th Century Fox aan dat Shane Black, die in de originele Predator (1987) het personage Rick Hawkins vertolkte, een Predator-sequel zou regisseren op basis van een script dat hij samen met Fred Dekker zou schrijven. In februari 2016 bevestigde Black dat de sequel The Predator zou heten. De regisseur onthulde ook dat de film zich in 2018 afspeelde en voorafging aan de gebeurtenissen uit Predators (2010).

### Casting
Arnold Schwarzenegger had met Black een gesprek over een mogelijke terugkeer van Alan "Dutch" Schaefer, Schwarzeneggers personage uit de originele film. Rapper 50 Cent verklaarde dat hij voor een rol overwogen werd, maar werd uiteindelijk niet gecast. In september 2016 werd bekendgemaakt dat Benicio del Toro de hoofdrol zou vertolken. Een maand later moest hij afhaken en werd hij vervangen door Boyd Holbrook. In november 2016 werd Olivia Munn gecast. In januari 2017 werd de cast uitgebreid met Trevante Rhodes, Keegan-Michael Key, Sterling K. Brown, Thomas Jane en Jacob Tremblay. Jake Busey werd gecast als Sean Keyes, zoon van het Predator 2-personage Peter Keyes, dat destijds vertolkt werd door Busey's vader Gary Busey.
In maart 2017 werd Edward James Olmos gecast als Sanchez, een militaire generaal. Zijn personage, dat niet essentieel was voor de plot, werd uiteindelijk uit de film geschrapt om de speelduur in te korten.

### Opnames
In november 2016 raakte bekend dat de film zou opgenomen worden door cameraman Larry Fong. De opnames gingen op 20 februari 2017 van start in de Canadese stad Vancouver en eindigden op 2 juni 2017. In maart 2018 vonden er extra opnames plaats in Vancouver. Vier maanden later werd onthuld dat men de derde act van de film grotendeels aangepast en opnieuw gefilmd had omdat proefvoorstellingen van de film niet het gewenste resultaat hadden opgeleverd. Black verklaarde dat de oorspronkelijke derde act niet eng genoeg was omdat de gebeurtenissen zich overdag afspeelden. Daarnaast werden er ook meer verwijzingen naar de overige films uit de Predator-franchise in het verhaal gestoken.

### Release en ontvangst
The Predator ging op 7 september 2018 in première op het internationaal filmfestival van Toronto. Een week later, op 13 september, ging de film ook in Nederland in première. In België werd de film op 3 oktober 2018 in de bioscoop uitgebracht. 
The Predator kreeg overwegend negatieve recensies. Op Rotten Tomatoes heeft de film een waarde van 33% en een gemiddelde score van 5/10, gebaseerd op 228 recensies. Op Metacritic heeft de film een gemiddelde score van 48/100, gebaseerd op 49 recensies.